# August: Osage County (película)
August: Osage County (titulada Las vueltas del destino en Hispanoamérica y Agosto en España) es una película de 2013 de comedia-drama escrita por Tracy Letts y basada en su obra ganadora del premio Pulitzer del mismo nombre. La película está dirigida por John Wells y producida por George Clooney, Jean Doumanian, Grant Heslov, Steve Traxler, Bob Weinstein y Harvey Weinstein. El reparto está encabezado por Meryl Streep y Julia Roberts, quienes por sus interpretaciones fueron nominadas al Óscar en las categorías de Mejor actriz y Mejor actriz de reparto, respectivamente.

## Sinopsis
La familia Weston se reúne a raíz de la desaparición y posterior suicidio del padre. Es agosto, y el calor enrarece el ambiente. En la casa materna, en Oklahoma, se encuentran, después de mucho tiempo, todos los miembros de la familia. La madre, una mujer enferma de cáncer y amargada (Meryl Streep), es adicta a las pastillas. Barbara, la hija mayor (Julia Roberts), enfrenta problemas en su matrimonio y las dificultades de una hija adolescente. Karen (Juliette Lewis) intenta, por enésima vez, tener una relación de pareja estable; Ivy (Julianne Nicholson), la única de las hijas que permaneció en la casa, planea una vida independiente a los cuarenta años. Los conflictos de los Weston, exacerbados por la muerte del padre y el calor de agosto, construyen el escenario para que cada uno de los personajes pueda poner sobre la mesa su respectiva verdad.

## Reparto
- Meryl Streep como Violet Weston.
- Julia Roberts como Barbara Weston-Fordham.
- Ewan McGregor como Bill Fordham.
- Chris Cooper como Charles Aiken.
- Abigail Breslin como Jean Fordham.
- Benedict Cumberbatch como "Little" Charles Aiken.
- Juliette Lewis como Karen Weston.
- Margo Martindale como Mattie Fae Aiken.
- Dermot Mulroney como Steve Huberbrecht.
- Julianne Nicholson como Ivy Weston.
- Sam Shepard como Beverly Weston.
- Misty Upham como Johnna Monevata.

## Premios y nominaciones

### Premios Óscar
| Año  | Categoría               | Receptor(a)   | Resultado |
| ---- | ----------------------- | ------------- | --------- |
| 2013 | Mejor actriz            | Meryl Streep  | Nominada  |
| 2013 | Mejor actriz de reparto | Julia Roberts | Nominada  |

### Globos de Oro
| Año  | Categoría                        | Receptor(a)   | Resultado |
| ---- | -------------------------------- | ------------- | --------- |
| 2013 | Mejor actriz - Comedia o musical | Meryl Streep  | Nominada  |
| 2013 | Mejor actriz de reparto          | Julia Roberts | Nominada  |

### Premios BAFTA
| Año  | Categoría               | Receptor(a)   | Resultado |
| ---- | ----------------------- | ------------- | --------- |
| 2013 | Mejor actriz de reparto | Julia Roberts | Nominada  |

### Premios SAG
| Año  | Categoría                 | Receptor(a)   | Resultado |
| ---- | ------------------------- | ------------- | --------- |
| 2013 | Mejor reparto             | Mejor reparto | Nominado  |
| 2013 | Mejor actriz protagonista | Meryl Streep  | Nominada  |
| 2013 | Mejor actriz de reparto   | Julia Roberts | Nominada  |